# Діанна Коверн
Діанна Лейлані Коверн (англ. Dianna Leilani Cowern; нар. 4 травня 1989) — американська вчена, фізик, популяризаторка науки, блогерка. Вона створила канал на YouTube під назвою Physics Girl [Архівовано 24 січня 2018 у Wayback Machine.], на який завантажує відеоролики, що пояснюють різні фізичні явища.

## Освіта
Коверн народилася і виросла на Гаваях. У середній школі вона цікавилася наукою та мистецтвом. До заняття наукою надихнуло освітнє шоу на телебаченні, яке вів Ніл Деграсс Тайсон. У 2011 році закінчила Массачусетський технологічний інституті, де вона вивчала фізику.

## Кар'єра
Після закінчення університету Коверн працювала науковим співробітником Гарвард-Смітсонівського центру астрофізики. Потім працювала координатором в Центрі астрофізики і космічних наук при Каліфорнійському університеті у Сан-Дієго. Одна з її цілей — зробити науку доступнішою для дівчат. Діанна Коверн почала робити науково-пізнавальні відео, працюючи в розробником додатків в General Electric. У 2014 році виграла премію Центру Алана Алди популяризації науки за найкраще відео. Коверн давала інтерв'ю для національних медіа, включаючи US News & World Report.
У грудні 2017 року інтерв'ю Діанни Коверн опубліковане в APS News в офіційному віснику Американського фізичного товариства. Коверн публікувалася у Huffington Post, Slate і Scientific American.
У 2018 році Коверн була занесена в список Forbes «30 осіб у віці до 30 років в освіті».